# Ortíz
Ortíz is een gemeente in de Venezolaanse staat Guárico. De gemeente telt 26.700 inwoners. De hoofdplaats is Ortíz.